# Skoki narciarskie na Zimowej Uniwersjadzie 1960
Zawody w skokach narciarskich na Zimowej Uniwersjadzie 1960 odbyły się na pierwszej w historii zimowej uniwersjadzie. Rozegrana została jedna konkurencja – konkurs skoków na skoczni normalnej. Zwyciężył Albiert Łarionow ze Związku Radzieckiego. Znane są tylko nazwiska medalistów, brak danych jeśli chodzi o poszczególne skoki czy punkty.

## Medaliści
| Skocznia | Złoto            | Srebro         | Brąz         |
| -------- | ---------------- | -------------- | ------------ |
| normalna | Albiert Łarionow | Jaromír Nevlud | Milan Rojina |